# 伊莱·埃利斯
伊莱·埃利斯（英語：Eli Ellis，1948年10月4日—），澳大利亚男子射击运动员。他曾代表澳大利亚参加1978年和1982年英联邦运动会射击比赛，获得一枚金牌。他也曾参加1984年夏季奥林匹克运动会。